# Wilhelm Schuhmacher
Wilhelm Schuhmacher (zm. 22 października 1949 w Rzeszowie) – niemiecki zbrodniarz nazistowski z okresu II wojny światowej, funkcjonariusz gestapo na terenie okupowanej Polski. 
Był pracownikiem referatu politycznego, a następnie Nachrichten pełniącego role wywiadu. Odpowiedzialny za liczne mordy na obywatelach polskich w tym mord dokonany 25 kwietnia 1943 r., na  16 kalekich Łemkach, Romach i Żydach, których sprowadził i rozstrzelał na cmentarzu w Nowym Żmigrodzie. 
Aresztowany po nieudanej próbie samobójczej w 1947 r., przez żandarmerię francuską i przekazany stronie polskiej. Skazany 28 stycznia 1949 r., przez Sąd Okręgowy w Jaśle na karę śmierci, został stracony 22 października 1949 r., w Rzeszowie.